# Knutsford in May
Knutsford in May is het eerste livealbum van Radio Massacre International. Het album is opgenomen tijdens het concert dat RMI gaf in het Jodrell Bank Observatory nabij Manchester op 18 mei 1996. Dat station wordt vaker gebruikt als muziekzaal voor elektronische muziek. De muziek is op dit album nog onverminderd gelieerd aan de Berlijnse School voor elektronische muziek. Dit album bevat Frozen north deel 2, dat eigenlijk bedoeld was voor het eerste studioalbum Frozen north, maar er niet meer bij paste.
De titel Skeletope is ontleend aan de uitspraak van Houghtons zoon, die telescoop bedoelde. 

## Musici
- Steve Dinsdale – synthesizers waaronder mellotron
- Duncan Goddard – synthesizers
- Gary Houghton – gitaar, synthesizers

## Muziek

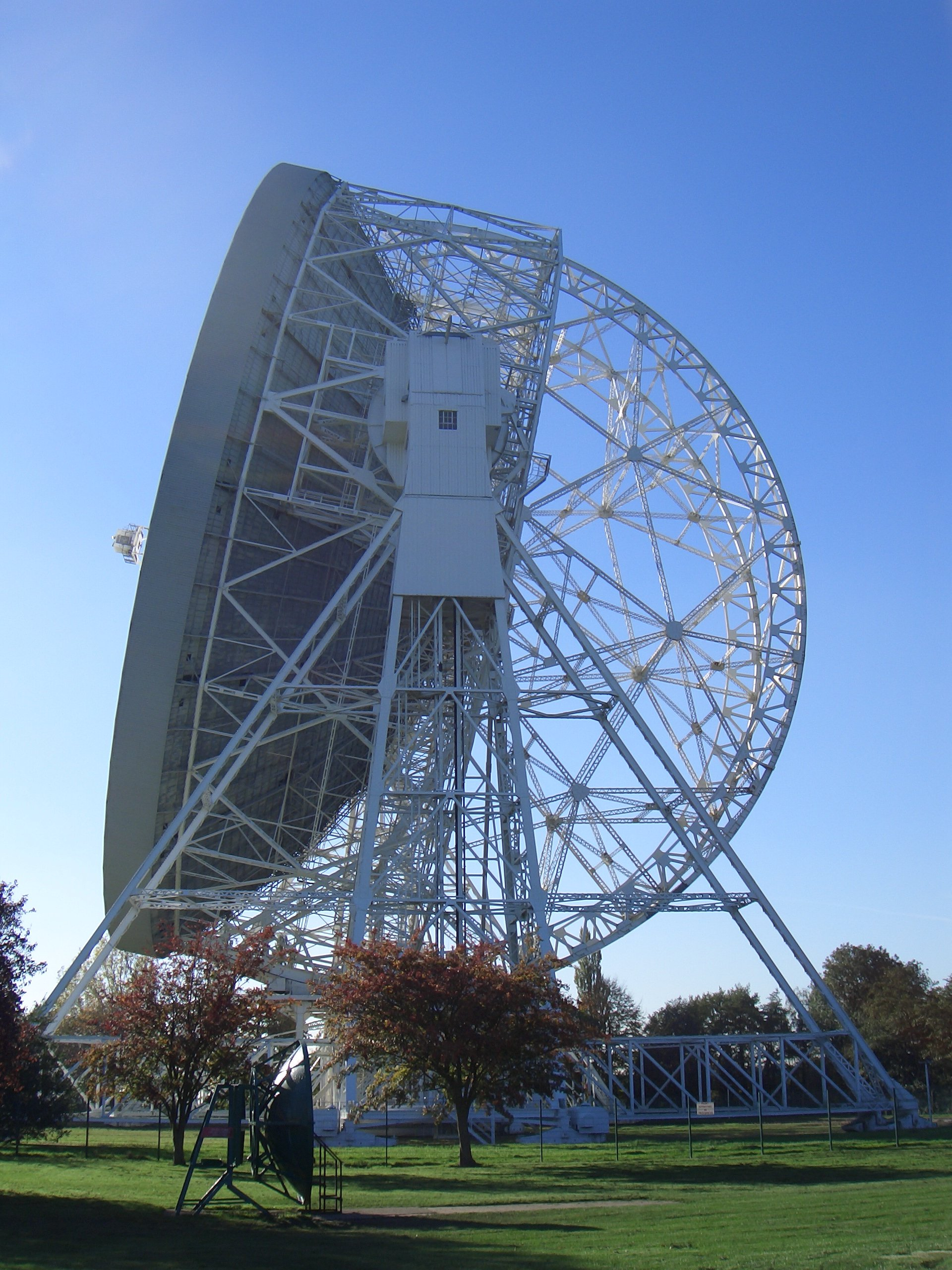
"The dish"

| Nr. | Titel                 | Duur  |
| --- | --------------------- | ----- |
| 1.  | Under the dish        | 5:50  |
| 2.  | Frozen north (part 2) | 7:03  |
| 3.  | Ha'penny Bridge       | 10:52 |
| 4.  | Skeletope             | 23:50 |
| 5.  | Action painting       | 14:24 |